# Łukasz Kowalski (piłkarz)
Łukasz Kowalski (ur. 1 grudnia 1980 w Łaszczowie) – polski piłkarz grający na pozycji obrońcy, trener.

## Życiorys
Ojciec piłkarza był marynarzem, co zmotywowało rodzinę do zamieszkania na gdańskich Stogach. Gdy Łukasz miał 8 lat, stracił ojca, który zginął tragicznie potrącony przez samochód.
Grę w piłkę rozpoczął w 1990 roku w Gedanii Gdańsk, następnie trenował przez 2 lata w MRKS Gdańsk, po czym powrócił do Gedanii. Trenowany był wtedy przez Jacka Starczewskiego. Występował w Arce Gdynia, Kaszubii Kościerzyna i Hetmanie Zamość. W 2003 ponownie został graczem Arki i barwy tego klubu reprezentował przez kolejnych siedem lat. Będąc graczem gdyńskiego zespołu 24 lipca 2005 zadebiutował w ekstraklasie w zremisowanym 0:0 meczu przeciwko Legii Warszawa. W najwyższej klasie rozegrał 93 spotkania, zdobył dwie bramki. Pierwszego gola na najwyższym szczeblu rozgrywkowym strzelił 29 kwietnia 2007 w spotkaniu z Cracovią, wygranym przez gdynian 4:2.
W 2010 przeniósł się do II-ligowego Bałtyku Gdynia, skąd odszedł do I-ligowej Termaliki Bruk-Bet Nieciecza. Po dwóch sezonach spędzonych w Niecieczy, w 2012 przeszedł do II-ligowej Bytovii, w której także grał dwa sezony. W sezonie 2014/15 ponownie występował w Arce, a od sezonu 2015/16 w III-ligowym KS Chwaszczyno. W październiku 2016 został grającym trenerem w Chwaszczynie.